# Constant Pt. 1 Pt. 2
Constant Pt. 1 Pt. 2 è un singolo del gruppo musicale statunitense Black Eyed Peas, pubblicato il 30 agosto 2018 come secondo estratto dal settimo album in studio Masters of the Sun Vol. 1.

## Descrizione
Secondo quanto spiegato dal gruppo, il brano rappresenta un omaggio verso i propri fan che li seguono dagli inizi e si caratterizza per le sonorità marcatamente hip hop. Esso è inoltre diviso in due parti: la prima eseguita con il rapper Slick Rick, mentre la seconda con Jessica Reynoso.
Una versione estesa della seconda parte è stata inclusa come bonus track dell'edizione giapponese dell'album.

### Accuse di plagio
Nell'ottobre 2018 il DJ britannico Lone e l'etichetta R&S Records hanno accusato i Black Eyed Peas di aver campionato senza permesso il suo brano Airglow Fires del 2013.

## Video musicale
Il video, diretto da will.i.am e Ernst Weber, è stato pubblicato in concomitanza con il lancio del singolo sul canale YouTube del gruppo e mostra il trio cantare il brano per le strade di New York.

## Tracce
Testi e musiche di will.i.am, Apl.de.ap, Taboo, U.N.I., Damien Leroy, Keith Harris, Lauren Evans e David Quinones.
1. Constant Pt. 1 Pt. 2 (featuring Slick Rick) – 5:03

## Formazione
Hanno partecipato alle registrazioni, secondo le note riportate sul sito ufficiale dei Black Eyed Peas:
Gruppo
- will.i.am – voce
- Apl.de.ap – voce
- Taboo – voce

Altri musicisti
- Slick Rick – voce
- Jessica Reynoso – voce
- Keith Harris – tastiera

Produzione
- will.i.am – produzione esecutiva, direzione artistica, registrazione, ingegneria del suono, produzione (seconda parte), tracker
- Dylan "3-D" Dresdow – coordinazione alla produzione, registrazione, ingegneria del suono, missaggio, mastering, tracker
- Padraic "Padlock" Kerin – coordinazione alla produzione, registrazione, ingegneria del suono, tracker
- Eddie Axley – direzione artistica, design logo, grafica
- Cody Achter – design logo, grafica
- Po Shao Wang – grafica
- Monika Arechavala – grafica
- Josh Ramos – coordinazione aggiuntiva alla produzione
- U.N.I. – produzione (prima parte)
- Ammo – produzione (seconda parte)
- Keith Harris – produzione aggiuntiva
- Bradley Giroux – tracker
- John Costello – tracker